# Nyctimystes papua
Espèce
Synonymes
- Nyctimantis papua Boulenger, 1897
- Litoria papua (Boulenger, 1897)

Statut de conservation UICN

 DD  : Données insuffisantes
Nyctimystes papua est une espèce d'amphibiens de la famille des Pelodryadidae.

## Répartition
Cette espèce est endémique de Papouasie-Nouvelle-Guinée. Elle se rencontre de 1 200 à 2 600 m d'altitude entre le mont Albert Edward et le mont Dayman.

## Description
Le mâle holotype mesure 66 mm.

## Étymologie
Son nom d'espèce lui a été donné en référence au lieu de sa découverte, la Papouasie.

## Synonymie
- Litoria papua (Van Kampen, 1909) nec (Boulenger, 1897) est synonyme de Hyla papua Van Kampen, 1909.

## Publication originale
- Boulenger, 1897 : Descriptions of new lizards and frogs from Mount Victoria, Owen Stanley Range, New Guinea, collected by Mr. A. S. Anthony. Annals and Magazine of Natural History, sér. 6, vol. 19, p. 6-13 (texte intégral).